# Woking
Woking es una ciudad inglesa situada en el condado de Surrey, en el sureste de Inglaterra, a unos 40,2 km (25 millas) al suroeste de Londres. En 1995, la población rondaba los 90 000 habitantes.
A mediados del siglo XX era una ciudad eminentemente industrial, pero poco a poco y a partir de los años 60 se fueron revitalizando el comercio y los servicios en la ciudad, coincidiendo con el desarrollo urbanístico y poblacional. 
Woking se hizo célebre porque el escritor H. G. Wells vivió allí y ambientó en ella el comienzo de su novela La guerra de los mundos, a finales del siglo XIX, cuando el primer cilindro marciano se estrelló en las afueras de la población para iniciar desde ese punto la terrorífica invasión. Son naturales de Woking el músico Paul Weller y el resto de componentes del grupo de rock de finales de los años 70 y principios de los 80 The Jam.
Esta ciudad es famosa en el mundo del automovilismo de alto nivel por encontrarse en ella la sede del equipo de Fórmula 1 McLaren, la segunda escudería más laureada en Fórmula 1.
- Datos: Q646225
- Multimedia: Woking / Q646225